# Novo Horizonte (São Paulo)
Novo Horizonte is een gemeente in de Braziliaanse deelstaat São Paulo. De gemeente telt 36.271 inwoners (schatting 2009).

## Geboren in Novo Horizonte
- João Leiva Campos Filho, "Leivinha" (1949), voetballer